# MacKinnon Glacier
MacKinnon Glacier är en glaciär i Antarktis. Den ligger i Östantarktis. Nya Zeeland gör anspråk på området. MacKinnon Glacier ligger 852 meter över havet.
Terrängen runt MacKinnon Glacier är lite kuperad. Trakten är obefolkad. Det finns inga samhällen i närheten.